# Mathias Rosen

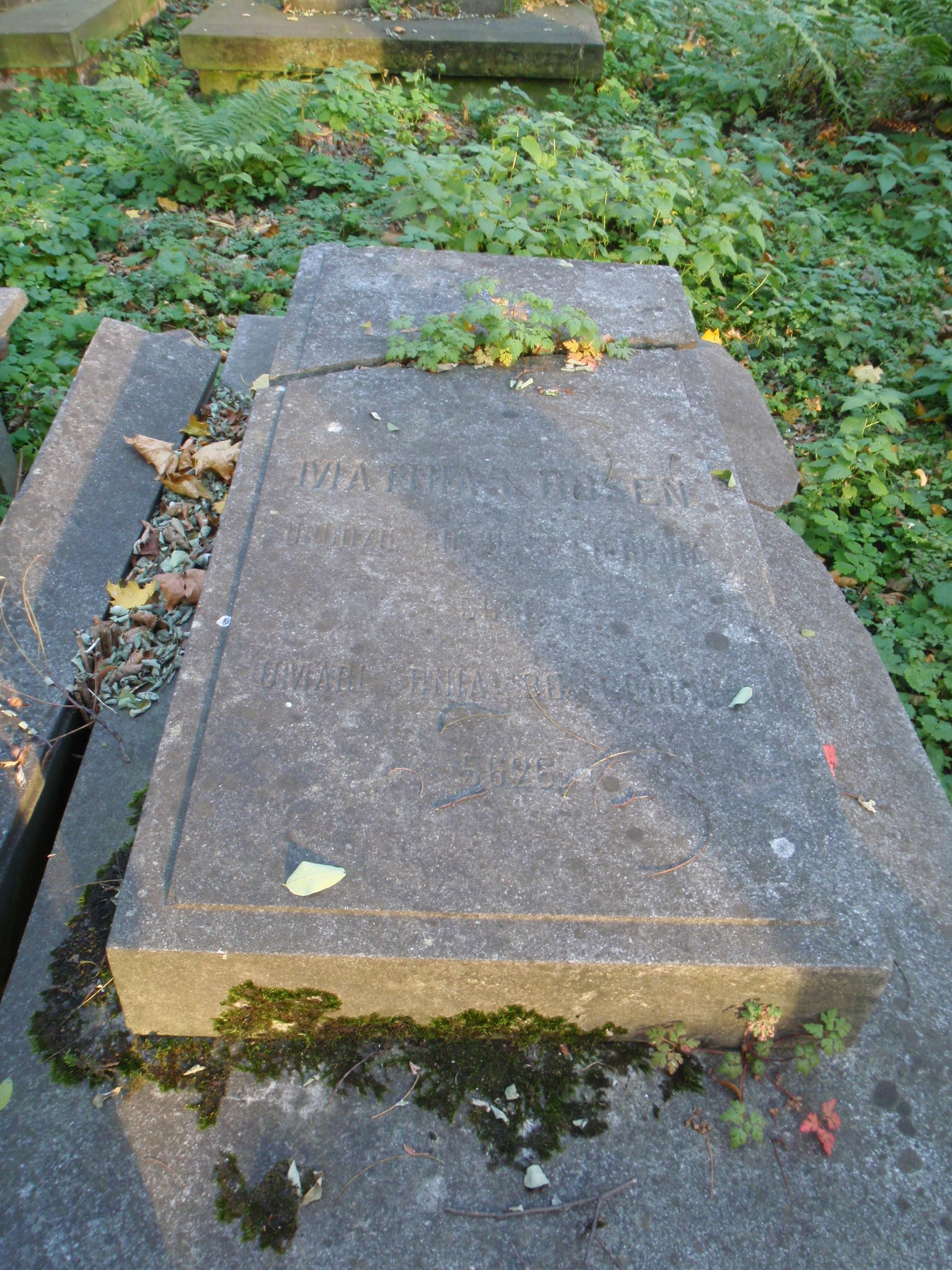
Grób Mathiasa Rosena na cmentarzu żydowskim w Warszawie

Mathias Rosen (ur. 15 sierpnia 1804, zm. 30 grudnia 1865 w Warszawie) – polski bankier, filantrop i działacz społeczny żydowskiego pochodzenia, działacz ruchu asymilatorskiego wśród polskich Żydów, prezes warszawskiej gminy żydowskiej.

## Życiorys
Urodził się jako syn bankiera Izaaka Szymona Rosena (1765-1848) i Rebeki z domu Szwajcer. Był właścicielem założonego przez ojca banku I. S. Rosen
Był współinicjatorem akcji produktywizacji ludności żydowskiej, świadczył hojnie na rzecz ubogich, polskich wydawnictw i czasopism, udzielał stypendiów młodym polskim artystom, bez względu na ich wyznanie, był jednym z opiekunów Domu Przytułku Sierot i Ubogich Starozakonnych w Warszawie, inspektorem szkół elementarnych dla dzieci żydowskich. Był członkiem Rady Stanu Królestwa Polskiego oraz uczestniczył w Delegacji Miejskiej.
Podczas powstania styczniowego, jako delegat konspiracyjnego Rządu Narodowego, wyjeżdżał z misją dyplomatyczną za granicę.
W latach 1841–1844 stał na czele warszawskiego dozoru bożniczego. Był wiceprezesem synagogi na Daniłowiczowskiej i wiceprezesem wydziału ekonomiczno-administracyjnego Warszawskiego Towarzystwa Dobroczynności. Z zamiłowania zajmował się archeologią i historią, był kolekcjonerem i mecenasem sztuki.
Był zwolennikiem asymilacji Żydów i ich zbliżenia z kulturą polską.
Został odznaczony Orderem Świętego Stanisława III klasy.
Był żonaty z Justyną Strohblum, z którą miał cztery córki: Aleksandrę (1838-?), Józefę (1840-?), Wiktorię (1841-?) i Laurę (1844-1844).
Mathias Rosen pochowany jest na cmentarzu żydowskim przy ulicy Okopowej w Warszawie (kwatera 20, rząd 3).